# Királyölyv
A királyölyv vagy rozsdavörös királyölyv (Buteo regalis) a madarak osztályának vágómadár-alakúak (Accipitriformes) rendjébe, ezen belül a vágómadárfélék (Accipitridae) családjába tartozó faj.

## Rendszerezése
A fajt George Robert Gray angol ornitológus írta le 1844-ban, az  Archibuteo nembe Archibuteo regalis néven.

## Előfordulása
Kanadába az Amerikai Egyesült Államok északnyugati részén fészkel, telelni délebbre vonul, eljut Mexikó területére is. Természetes élőhelyei a mérsékelt övi gyepek, cserjések és sivatagok, valamint szántóföldek és vidéki kertek.

## Megjelenése
A testhossza 69 centiméter, szárnyfesztávolsága 122–142 centiméter, testtömege 977–2074 gramm. Világos és sötét színváltozata is van.
|  |  |

## Életmódja
Emlősökre, madarakra, gyíkokra és rovarokra  vadászik.

## Szaporodása
Fészekalja 2-8 tojásból áll.

## Természetvédelmi helyzete
Az elterjedési területe rendkívül nagy, egyedszáma pedig növekszik. A Természetvédelmi Világszövetség Vörös listáján nem fenyegetett fajként szerepel.